# Nusaybini magyar muszlimok
A nusaybini magyar muszlimok ősei feltehetően az 1848–49-es forradalom és szabadságharc leverése után kerültek az Oszmán Birodalomba, és leszármazottaik élnek Nusaybin városában, Törökország Mardin tartományában, a mai szíriai határvidéken. 
Négy család (Macar, Macaroğlu, Soyubey és Yıldızoğlu) magyar eredete bizonyítottnak látszik. Ez a négy család ma kb. 300 főt számlál. Közös ősük egy bizonyos Hacı Ahmed, aki Aleppóban szolgált Bem József, a szintén iszlám hitre tért tábornok vezetése alatt.
A nusaybini magyarok közül többen ismert személyek. Így Ahmet Yıldızoğlu, aki a kormányzó AKP párt egyik vezetője vagy Moammer Macaroğlu, aki a Hús és Hal Terméktanács nyugalmazott igazgatója.

## Lásd még
- Madjarok
- Niszibisz; Nusaybin